# ライカ M8

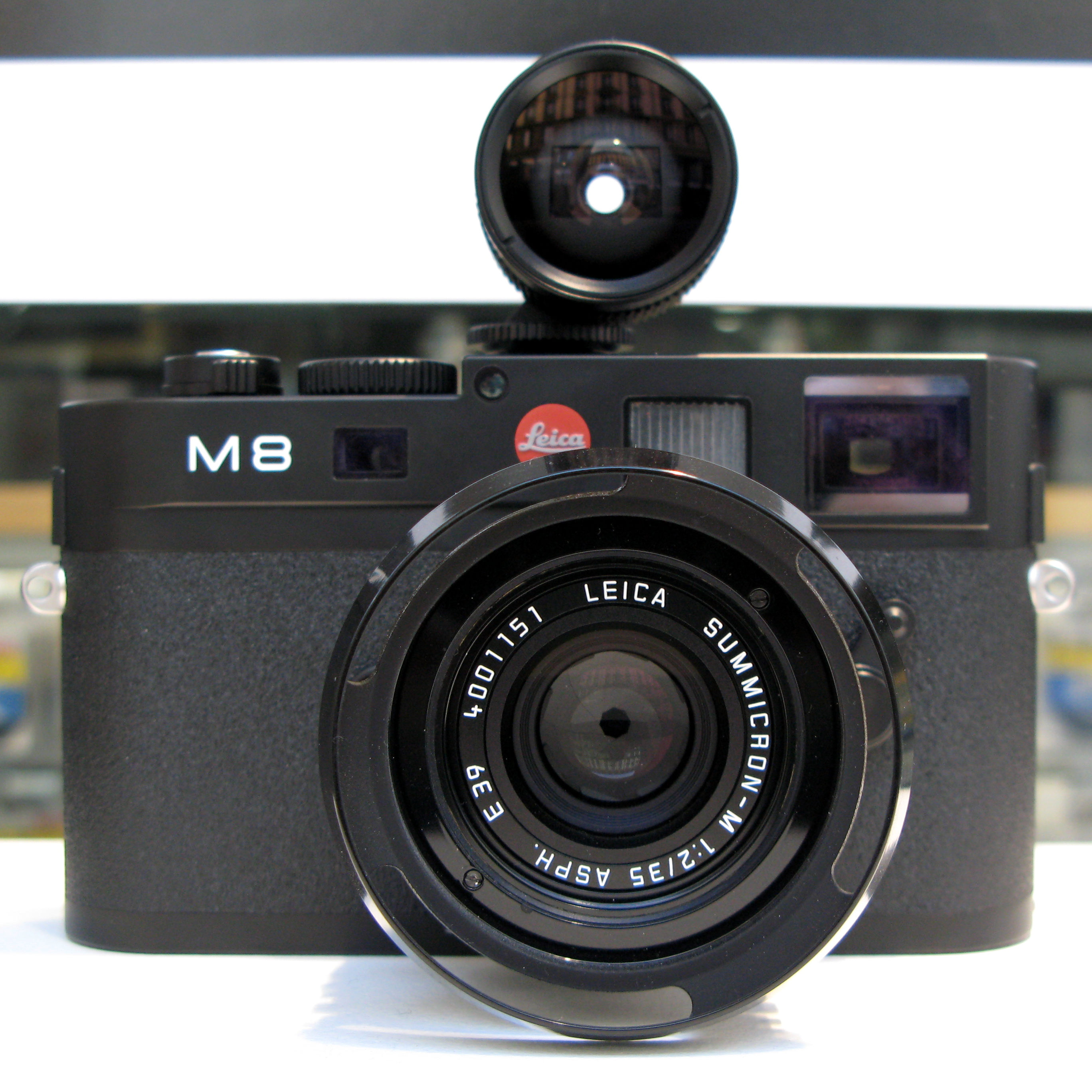
Leica M8

M8（エムはち、エムエイト）は、2006年にライカカメラ社から発売された、レンジファインダー式デジタルカメラであり、また、名実ともにライカのみならずレンジファインダー・カメラを代表してきたフィルムカメラであったMシリーズの最終モデルM7の後継としてのデジタルカメラでもある。
撮像素子は左右に2枚のCCDイメージセンサを張り合わせるという高度な技術で18ミリ×27ミリ（2:3 2624×3936ピクセル）の1,030万画素CCD, Kodak KAF10500を使用。撮影画角はレンズ焦点距離の1.33倍程度になる。ローパスフィルターを装備せず、ソフトウェアによるモアレ解消を行う。ISO感度設定は、ISO160 - 2500のマニュアル設定。マイクロレンズオフセットにより、画像周辺の口径食を防ぐ。 
シャッターは電子制御式の金属縦走りのフォーカルプレーンシャッターで、最高1/8,000秒に対応。
8 bitのDNG形式、またはJPEG形式での記録に対応する。JPEG記録時の色空間はAdobe RGB、sRGB、ECI RGBをサポートしている。 
ファインダーは0.68倍で自動パララックス補正付き。ブライトフレームの表示は、24 mm＋35 mm、28 mm＋90 mm、50 mm＋ 75 mmの2フレーム1組で、レンズを装着すると自動的に対応フレームが表示される。ベースの基線長は69.25 mmで銀塩カメラの現行機種「M7」と同等。有効基線長は47.1 mmになる。 
露出計も内蔵する。マニュアル露出に加え、絞り優先AEモードも選択できる。レンズマウントには6 bitコード認識用センサーを装備。レンズ側の6 bitコードを読み取り、口径食の修正やレンズ情報のExif記録を行う。
記録メディアはSDメモリーカードで、4 GBまでをサポートする。PC接続用のUSB2.0インターフェイスを備え、PCからのコントロールにも対応。 
2009年には35mmフルサイズのCCDイメージセンサを搭載した後継機M9が発売された。